# Mahsuds
Mahsuds o singular Mahsud (Pashto: مهسود، محسود، مسعود، مسید, també Masood, Mahsood, Masud o Maseed) és una tribu paixtu del centre del Waziristan del Sud a lés Àrees Tribals d'Administració Federal, Pakistan; una part dels seus membres viuen a l'Afganistan a Loogar, Wardak, Ghazni, Kunduz, Baghlan i altres províncies. Estan dividits en tres clans o subtribus: Manzai (Alizai), Bahlolzai i Shaman Khel, cadascuna amb el seu propi kan. Són orgullosos i independents, i van rebutjar tots els intents britànics d'establir-se al seu país entre 1860 i 1937. Els mahsuds diuen ser descendents de Mahsud ben Mahmud ben Khizri ben Wazir.
El país dels mahsuds està al sud del Waziristan actualment a lés Àrees Tribals d'Administració Federal; limita al nord i oest amb els Utmanzai Darwesh Khels, al sud-oest amb els Ahmadzai de Wana i a l'est amb els Bhittannis. Al sud del territori i ha el pas de Gomal i després els shiranis. El pas de Gomal és considerat tradicionalment part del seu territori i així fou reconegut el 1890 després dels serveis del Mahsuds a Apozai (Fort Sandeman), però després administrativament va quedar fora del Waziristan a causa de l'atac a la comissió de delimitació de frontera a Wana el novembre de 1894. El territori és muntanyós amb diversos rierols en totes direccions.

## Història
Després de l'annexió del Panjab pels britànics el 1849, els mahsuds van seguir fent expedicions de saqueig. El 1850 tres mil britànics que atacaven la vall de Bobar al Waziristan foren derrotats per només 300 guerrers mahsuds amb tactiques de guerrilla; els britànics van quedar moralment molt afectats. El 1860 tres mil mahsud van atacar als britànics a Tank però foren rebutjats i es va pactar que cada fracció de la tribu es faria responsable pels danys causat per qualsevol d'elles. Entre 1861 i 1874 diverses fraccions van haver de ser bloquejades i especialment els Shaman Khel (1873) i els Bahlolzay (1874). El 1879 una banda de mahsuds va incendiar Tank i això va provocar una nova expedició britànica el 1881 que va arribar fins a Kaniguram i Makin. Durant deu anys hi va haver una pau relativa. El 1883 van ajudar a la missió topogràfique de Karadjuri Kač i el 1890 van rebre subsidis per la guàrdia i defensa dels pas de Gomal.
El 1894, per influència del mulla (mullah) Powinda o Powindah (del grup Shabi Khel, fracció Alizay dels mahsuds), es van revoltar i van atacar el campament anglès de la línia de demarcació estratègica. La influència de mulla no va parar de créixer i els maliks (caps) subvencionats eren impotents o es passaven al seu bàndol. Del 1895 al 1900 wazirs i mahsuds van ser bloquejats; el bloqueig principal dels mahsuds es va fer del desembre del 1900 al març de 1902; finalment entre 1901 i 1902 es van sotmetre almenys nominalment i en endavant es van limitar les incursions dels guerrers. Des de 1902 però la influència del mullah Powindah fou dominant sobre els maliks subsidiats pels britànics; Powindah va esdevenir una figura llegendària i mai va poder ser capturat. El 1908 els mahsuds estaven altre cop en peu de guerra i els britànics van haver de fer diverses operacions militars. El mullah va morir el 1913. Segons es deia fou coronat emperadors dels mahsuds i el seu fill Shah Fazal Din el va succeir amb el seu gendre Mulla Abdul Hakeem kakar com a lloctinent. El 1915 les britànics, ocupats en la I Guerra Mundial, van enviar missatges de pau a les tribus que foren rebutjats pels mahsuds. Els britànics van haver d'utilitzar l'aviació per impedir els seus atacs. Els atacs mahsuds cap al districte de Dera Ismail Khan van arribar al màxim entre 1914 i 1917. El 1917 tropes britàniques van entrar al territori però no s'hi van poder mantenir. Vers el 1919 els britànics van retornar i van construir carreteres i fortaleses protegits per la Força Aèria, establint un camp militar a Razmak (amb aeròdrom) que va substituir a Wana. Els bombardejos van devastar el país dels mahsuds i el dels waziris ((1919-1920). El 1925 es va signar un acord de pau. El 1928 els mahsuds van donar suport a Nadir Khan de l'Afganistan en la seva lluita contra Baka i Sakao, i foren el seu suport més important en la reconquesta de Kabul, però al no ser autoritzats al saqueig es van declarar per Aman Allah; el 1933 un contingent de mahsuds i wazirs va creuar la línia Durand i va assetjar Matun al districte de Khost fins que foren rebutjats per Hashim Khan, germà de Nadir. El 1936 estaven altre cop en revolta degut a la presència del Fakir d'Ipi, Hadjdji Mirza Ali Khan, radicalment antibritànic. Els mahsuds van quedar sotmesos el 1937 però el 1938 es van revoltar altre cop junt als wazirs pel "Shami Pir" sirià Said al-Djilani que es va instal·lar a Kaniguram per treballar per la restauració d'Aman Allah a l'Afganistan, però finalment el govern de l'Índia li va pagar una forta subvenció i els mahsuds van quedar pacificats.
Després del 1948 van participar en la guerra de Caixmir sense entusiasme i molts es van establir a ciutats de la vall de l'Indus per buscar feina. A l'inici del segle XXI una bona part dels mahsud havien estat guanyats a les doctrines dels talibans.